# Élections législatives de 2012 en Vaucluse
Les élections législatives françaises de 2012 se déroulent les 10 et 17 juin 2012. Dans le département de Vaucluse, cinq députés sont à élire dans le cadre de cinq circonscriptions, soit une de plus que lors des législatures précédentes, en raison du redécoupage électoral.

## Élus
|   | Circonscription | Député sortant      |            | Parti      | Député élu ou réélu     |  | Parti |
| - | --------------- | ------------------- | ---------- | ---------- | ----------------------- |  | ----- |
| = | 1re             | Marie-Josée Roig    |            | UMP        | Michèle Fournier-Armand |  | PS    |
| ≠ | 2e              | Jean-Claude Bouchet |            | UMP        | Jean-Claude Bouchet     |  | UMP   |
| ≠ | 3e              | Jean-Michel Ferrand |            | UMP        | Marion Maréchal         |  | FN    |
| = | 4e              | Paul Durieu         |            | UMP        | Jacques Bompard         |  | LS    |
| + | 5e              | Siège créé          | Siège créé | Siège créé | Julien Aubert           |  | UMP   |

## Impact du redécoupage territorial
- Première circonscription
- Deuxième circonscription
- Troisième circonscription
- Quatrième circonscription
- Cinquième circonscription

- Première circonscription
- Deuxième circonscription
- Troisième circonscription
- Quatrième circonscription

Le Vaucluse, du fait de sa croissance démographique gagne un député:
- Les 1re et 4e circonscriptions ne sont pas impactées par ce redécoupage territorial.
- La 2e circonscription perd trois cantons: Apt, Gordes et Pertuis.
- La 3e circonscription perd trois cantons: Carpentras-Nord, Mormoiron et Sault.
- La nouvelle 5e circonscription est composée de six cantons, les trois cantons ôtés à la 2e circonscription (Apt, Gordes et Pertuis) et les trois cantons ôtés à la 3e circonscription (Carpentras-Nord, Mormoiron et Sault).

## Résultats

### Résultats à l'échelle du département
| Parti          | Parti                                | Premier tour | Premier tour | Second tour | Second tour | Sièges |
| Parti          | Parti                                | Voix         | %            | Voix        | %           | Sièges |
| -------------- | ------------------------------------ | ------------ | ------------ | ----------- | ----------- | ------ |
|                | Parti socialiste                     | 50 450       | 21,7         | 71 381      | 32,56       | 1      |
|                | Europe Écologie Les Verts            | 10 779       | 4,64         |             |             | 0      |
|                | diss. Parti socialiste               | 7 444        | 3,20         | 0           |             |        |
|                | Majorité présidentielle              | 68 673       | 29,53        | 71 381      | 32,56       | 1      |
|                |                                      |              |              |             |             |        |
|                | Union pour un mouvement populaire    | 59 646       | 25,65        | 70 808      | 32,30       | 2      |
|                | Divers droite dont DLR et PCD        | 4 464        | 1,92         |             |             | 0      |
|                | Nouveau centre                       | 2 392        | 1,03         | 0           |             |        |
|                | Alliance centriste                   | 796          | 0,34         | 0           |             |        |
|                | Droite parlementaire                 | 67 298       | 28,94        | 70 808      | 32,30       | 2      |
|                |                                      |              |              |             |             |        |
|                | Front national                       | 58 435       | 25,13        | 47 274      | 21,57       | 1      |
|                | Front de gauche                      | 18 077       | 7,77         |             |             | 0      |
|                | Ligue du Sud                         | 12 413       | 5,34         | 29 738      | 13,57       | 1      |
|                | Divers écologiste dont LT-LNÉ et AÉI | 3 690        | 1,59         |             |             | 0      |
|                | Mouvement démocrate                  | 2 167        | 0,93         | 0           |             |        |
|                | Extrême gauche dont LO, NPA et POI   | 1 453        | 0,62         | 0           |             |        |
|                | Divers                               | 318          | 0,14         | 0           |             |        |
|                |                                      |              |              |             |             |        |
| Inscrits       | Inscrits                             | 388 426      | 100,00       | 388 526     | 100,00      | 5      |
| Abstentions    | Abstentions                          | 152 606      | 39,29        | 156 866     | 40,37       |        |
| Votants        | Votants                              | 235 820      | 60,71        | 231 660     | 59,63       |        |
| Blancs et nuls | Blancs et nuls                       | 3 296        | 1,4          | 12 459      | 5,38        |        |
| Exprimés       | Exprimés                             | 232 524      | 98,6         | 219 201     | 94,62       |        |

### Résultats par circonscription

#### Première circonscription (Avignon)
| Candidat       | Candidat                    | Parti                      | Premier tour | Premier tour | Second tour | Second tour |  |
| Candidat       | Candidat                    | Parti                      | Voix         | %            | Voix        | %           |  |
| -------------- | --------------------------- | -------------------------- | ------------ | ------------ | ----------- | ----------- |  |
|                | Michèle Fournier-Armand élu | PS                         | 11 107       | 27,45        | 18 264      | 45,25       |  |
|                | Thibaut de la Tocnaye       | FN                         | 9 862        | 24,37        | 11 309      | 28,02       |  |
|                | Valérie Wagner              | UMP (PRV)                  | 9 619        | 23,77        | 10 787      | 26,73       |  |
|                | André Castelli              | FG (PCF)                   | 5 990        | 14,80        |             |             |  |
|                | Mohamed Zaïdat              | EÉLV                       | 1 171        | 2,89         |             |             |  |
|                | Pierre Maurel               | MoDem                      | 731          | 1,81         |             |             |  |
|                | François Jacob              | Divers écologiste (LT-LNÉ) | 456          | 1,13         |             |             |  |
|                | Patrick Gangloff            | Divers droite (RPF)        | 376          | 0,93         |             |             |  |
|                | Célia Bézert                | Divers droite (DLR)        | 237          | 0,59         |             |             |  |
|                | Sliman Bensalem             | Divers droite              | 209          | 0,52         |             |             |  |
|                | Brigitte Romero             | Divers écologiste (AÉI)    | 185          | 0,46         |             |             |  |
|                | Stéphane Geslin             | Extrême gauche (POI)       | 139          | 0,34         |             |             |  |
|                | Hélène Veillant             | Extrême gauche (LO)        | 131          | 0,32         |             |             |  |
|                | Stéphane Bouchet            | Extrême gauche (NPA)       | 113          | 0,28         |             |             |  |
|                | Régine Balboni              | Divers droite              | 107          | 0,26         |             |             |  |
|                | Patrick M'Bomo Ibara        | Divers                     | 35           | 0,09         |             |             |  |
|                |                             |                            |              |              |             |             |  |
| Inscrits       | Inscrits                    | Inscrits                   | 72 480       | 100,00       | 72 480      | 100,00      |  |
| Abstentions    | Abstentions                 | Abstentions                | 31 442       | 43,38        | 31 144      | 42,97       |  |
| Votants        | Votants                     | Votants                    | 41 038       | 56,62        | 41 336      | 57,03       |  |
| Blancs et nuls | Blancs et nuls              | Blancs et nuls             | 570          | 1,39         | 976         | 2,36        |  |
| Exprimés       | Exprimés                    | Exprimés                   | 40 468       | 98,61        | 40 360      | 97,64       |  |

#### Deuxième circonscription (Cavaillon)
| Candidat       | Candidat                          | Parti                   | Premier tour | Premier tour | Second tour | Second tour |  |
| Candidat       | Candidat                          | Parti                   | Voix         | %            | Voix        | %           |  |
| -------------- | --------------------------------- | ----------------------- | ------------ | ------------ | ----------- | ----------- |  |
|                | Jean-Claude Bouchet sortant réélu | UMP                     | 13 853       | 28,24        | 21 293      | 55,54       |  |
|                | Émile Cavasino                    | FN                      | 13 422       | 27,36        | 17 045      | 44,46       |  |
|                | Jacques Olivier                   | EÉLV (PS, PRG)          | 9 608        | 19,59        |             |             |  |
|                | Michel Fuillet                    | diss. PS                | 7 444        | 15,17        |             |             |  |
|                | Marc Brunet                       | FG (PCF)                | 2 527        | 5,15         |             |             |  |
|                | Christophe Lombard                | NC                      | 1 623        | 3,31         |             |             |  |
|                | Marie-Odile Viac                  | Divers écologiste (AÉI) | 427          | 0,87         |             |             |  |
|                | Salvator Rizza                    | Extrême gauche (LO)     | 152          | 0,31         |             |             |  |
|                |                                   |                         |              |              |             |             |  |
| Inscrits       | Inscrits                          | Inscrits                | 80 396       | 100,00       | 80 412      | 100,00      |  |
| Abstentions    | Abstentions                       | Abstentions             | 30 693       | 38,18        | 36 007      | 44,78       |  |
| Votants        | Votants                           | Votants                 | 49 703       | 61,82        | 44 405      | 55,22       |  |
| Blancs et nuls | Blancs et nuls                    | Blancs et nuls          | 647          | 1,3          | 6 067       | 13,66       |  |
| Exprimés       | Exprimés                          | Exprimés                | 49 056       | 98,7         | 38 338      | 86,34       |  |

#### Troisième circonscription (Carpentras)
| Candidat       | Candidat                    | Parti                      | Premier tour | Premier tour | Second tour | Second tour |  |
| Candidat       | Candidat                    | Parti                      | Voix         | %            | Voix        | %           |  |
| -------------- | --------------------------- | -------------------------- | ------------ | ------------ | ----------- | ----------- |  |
|                | Marion Maréchal élue        | FN                         | 15 172       | 34,65        | 18 920      | 42,09       |  |
|                | Jean-Michel Ferrand sortant | UMP                        | 13 151       | 30,03        | 16 100      | 35,82       |  |
|                | Catherine Arkilovitch       | PS                         | 9 624        | 21,98        | 9 926       | 22,08       |  |
|                | Roger Martin                | FG (PCF)                   | 3 392        | 7,75         |             |             |  |
|                | Astrid Ducros               | AC,                        | 796          | 1,82         |             |             |  |
|                | Bernard Maunier             | Divers écologiste (LT-LNÉ) | 767          | 1,75         |             |             |  |
|                | Bernard Hoffman             | MoDem                      | 712          | 1,63         |             |             |  |
|                | Bertrand Helleu             | Extrême gauche (LO)        | 178          | 0,41         |             |             |  |
|                |                             |                            |              |              |             |             |  |
| Inscrits       | Inscrits                    | Inscrits                   | 70 918       | 100,00       | 70 912      | 100,00      |  |
| Abstentions    | Abstentions                 | Abstentions                | 26 617       | 37,53        | 25 213      | 35,56       |  |
| Votants        | Votants                     | Votants                    | 44 301       | 62,47        | 45 699      | 64,44       |  |
| Blancs et nuls | Blancs et nuls              | Blancs et nuls             | 509          | 1,15         | 753         | 1,65        |  |
| Exprimés       | Exprimés                    | Exprimés                   | 43 792       | 98,85        | 44 946      | 98,35       |  |

À l'issue du premier tour, la direction du Parti socialiste demande à sa candidate de se désister afin d'empêcher l'élection d'une députée Front national. Catherine Arkilovitch décide néanmoins de se maintenir au second tour. Elle indique avoir consulté ses militants qui ont choisi « à l'unanimité » le maintien de sa candidature. Le lendemain du dépôt de la candidature, son suppléant Roland Davau appelle à voter pour le candidat UMP Jean-Michel Ferrand, expliquant son revirement par l'appel du Front de gauche local à voter en faveur de Jean-Michel Ferrand.

#### Quatrième circonscription (Orange)
| Candidat       | Candidat                | Parti                  | Premier tour | Premier tour | Second tour | Second tour |  |
| Candidat       | Candidat                | Parti                  | Voix         | %            | Voix        | %           |  |
| -------------- | ----------------------- | ---------------------- | ------------ | ------------ | ----------- | ----------- |  |
|                | Pierre Meffre           | PS                     | 13 125       | 25,16        | 20 861      | 41,23       |  |
|                | Jacques Bompard élu     | LS                     | 12 266       | 23,51        | 29 738      | 58,77       |  |
|                | Bénédicte Martin        | UMP                    | 10 667       | 20,45        |             |             |  |
|                | Annie-France Soulet     | FN                     | 8 495        | 16,28        |             |             |  |
|                | Fabienne Haloui         | FG (PCF)               | 3 369        | 6,46         |             |             |  |
|                | Paul Durieu sortant     | diss. UMP              | 2 180        | 4,18         |             |             |  |
|                | Sylvie Tritto           | MoDem                  | 724          | 1,39         |             |             |  |
|                | Johannes Van Arkel      | Divers écologiste (PF) | 561          | 1,08         |             |             |  |
|                | David Tricot            | Divers (PRD)           | 275          | 0,53         |             |             |  |
|                | Nathalie Laclau         | Extrême gauche (LO)    | 219          | 0,42         |             |             |  |
|                | Laurent Michel Concetti | Extrême droite         | 147          | 0,28         |             |             |  |
|                | Jacques Fortin          | Extrême gauche (NPA)   | 129          | 0,25         |             |             |  |
|                | Richard Pawlowsky       | Divers                 | 8            | 0,02         |             |             |  |
|                |                         |                        |              |              |             |             |  |
| Inscrits       | Inscrits                | Inscrits               | 86 087       | 100,00       | 86 180      | 100,00      |  |
| Abstentions    | Abstentions             | Abstentions            | 33 080       | 38,43        | 33 202      | 38,53       |  |
| Votants        | Votants                 | Votants                | 53 007       | 61,57        | 52 978      | 61,47       |  |
| Blancs et nuls | Blancs et nuls          | Blancs et nuls         | 842          | 1,59         | 2 379       | 4,49        |  |
| Exprimés       | Exprimés                | Exprimés               | 52 165       | 98,41        | 50 599      | 95,51       |  |

#### Cinquième circonscription (Apt)
| Candidat       | Candidat                 | Parti                      | Premier tour | Premier tour | Second tour | Second tour |  |
| Candidat       | Candidat                 | Parti                      | Voix         | %            | Voix        | %           |  |
| -------------- | ------------------------ | -------------------------- | ------------ | ------------ | ----------- | ----------- |  |
|                | Jean-François Lovisolo   | PS                         | 16 594       | 35,27        | 22 330      | 49,67       |  |
|                | Julien Aubert élu        | UMP                        | 12 356       | 26,27        | 22 628      | 50,33       |  |
|                | Martine Furioli-Beaunier | FN                         | 11 484       | 24,41        | Retrait     | Retrait     |  |
|                | Josette Pessemesse       | FG (PG)                    | 2 799        | 5,95         |             |             |  |
|                | François Vaute           | Divers droite (RPF)        | 1 355        | 2,88         |             |             |  |
|                | Betty Carvou             | Divers écologiste (LT-LNÉ) | 804          | 1,71         |             |             |  |
|                | Corinne Paiocchi         | NC                         | 769          | 1,63         |             |             |  |
|                | Vianney Vendrely         | Divers écologiste (AÉI)    | 490          | 1,04         |             |             |  |
|                | Adeline Romero           | Extrême gauche (NPA)       | 202          | 0,43         |             |             |  |
|                | Lucien Pierini           | Extrême gauche (LO)        | 190          | 0,40         |             |             |  |
|                |                          |                            |              |              |             |             |  |
| Inscrits       | Inscrits                 | Inscrits                   | 78 545       | 100,00       | 78 542      | 100,00      |  |
| Abstentions    | Abstentions              | Abstentions                | 30 794       | 39,21        | 31 300      | 39,85       |  |
| Votants        | Votants                  | Votants                    | 47 751       | 60,79        | 47 242      | 60,15       |  |
| Blancs et nuls | Blancs et nuls           | Blancs et nuls             | 708          | 1,48         | 2 284       | 4,83        |  |
| Exprimés       | Exprimés                 | Exprimés                   | 47 043       | 98,52        | 44 958      | 95,17       |  |

À l'issue du premier tour, les trois candidats arrivés en tête sont en mesure de se maintenir car leurs scores respectifs représentent plus de 12,5 % des inscrits. Cependant, le 12 juin 2012, Martine Furioli-Beaunier annonce avoir décidé de se retirer, expliquant vouloir « faire barrage à la gauche ». Ce désistement n'est pas réalisé en accord avec la direction du Front national. Sa présidente Marine Le Pen le condamne « de la manière la plus ferme ». Le vice-président du FN, Louis Aliot, appelle à ne pas voter pour le candidat UMP. Il s'agit de l'un des deux seuls désistements effectués par un candidat du Front national lors de ces élections législatives.